# Selva Nera
Selva Nera ("Mörka skogen") är ett område i Municipio Roma XIV i Roma Capitale. Selva Nera är beläget i zonen Casalotti. I Selva Nera led de romerska jungfrurna Rufina och Secunda martyrdöden år 257 under kejsar Valerianus förföljelse.

## Kyrkobyggnader
- Sante Rufina e Seconda a Selva Candida
- Santa Gemma Galgani

## Bilder
| - Kyrkan Santa Gemma Galgani. |